# Cruz Quebrada
Cruz Quebrada egy városrész Algés-ban, Linda-a-Velha e Cruz Quebrada-Dafundo kerületnek, Oeiras városában. Lisszabon metropolisz övezete, közvetlen vasúti csatlakozással.
Első említései 1760-ból valóak.
A Tajo-folyó torkolatában található, ahol a mintegy 15,8 km hosszúságú parkosított és bicikliúttal is követett Jamor-folyó találkozik vele.